# Бжостек (гмина)
Бжостек (пол. Brzostek) — городско-сельская гмина (волость) в Польше, входит как административная единица в Дембицкий повет, Подкарпатское воеводство. Население — 13 064 человека (на 2004 год).

## Демография
| Перепись                       | Всего   | Всего | Женщины | Женщины | Мужчины | Мужчины |
| ------------------------------ | ------- | ----- | ------- | ------- | ------- | ------- |
| Единицы                        | человек | %     | человек | %       | человек | %       |
| Население                      | 13 064  | 100   | 6514    | 49,9    | 6550    | 50,1    |
| Плотность населения (чел./км²) | 500,5   | 500,5 | 53,1    | 53,1    | 53,4    | 53,4    |

## Поселения
1. Бончалка
2. Бжостек
3. Букова
4. Глобикувка
5. Гожеёва
6. Грудна-Дольна
7. Грудна-Гурна
8. Янушковице
9. Каменица-Дольна
10. Каменица-Гурна
11. Клеце
12. Навсе-Бжостецке
13. Опачонка
14. Пшечица
15. Седлиска-Богуш
16. Скурова
17. Смаржова
18. Воля-Бжостецка
19. Завадка-Бжостецка

## Соседние гмины
1. Гмина Бжиска
2. Гмина Дембица
3. Гмина Фрыштак
4. Гмина Йодлова
5. Гмина Колачице
6. Гмина Пильзно
7. Гмина Велёполе-Скшиньске